# Nothoscordum andinum
Nothoscordum andinum är en amaryllisväxtart som först beskrevs av Eduard Friedrich Poeppig, och fick sitt nu gällande namn av Carl Sigismund Kunth och Maturana Francisco Fuentes. Nothoscordum andinum ingår i släktet vaniljlökar, och familjen amaryllisväxter. Inga underarter finns listade i Catalogue of Life.